# 調布市立第五中学校
調布市立第五中学校（ちょうふしりつだいごちゅうがっこう）は、東京都調布市上石原にある公立中学校である。
1969年（昭和44年）開校。

## 歴史
体育祭・五中祭・合唱コンクールの三大行事があった。現在は体育祭・合唱コンクール・学習成果発表会が行われている。

## 通学区域
普通学級
- 飛田給2 - 3丁目、上石原2 - 3丁目、下石原2 - 3丁目、小島町2丁目（1～40番・57～59番）・3丁目、多摩川1 - 5丁目[1]

## 学校周辺地域
京王線西調布駅から徒歩10 - 15分で、学校から少し歩くと多摩川にも行ける。

## 出身者
- 鹿沼健介（NHKアナウンサー）